# التراث في السعودية

التراث في المملكة العربية السعودية متنوع نظراً لموقعها الجغرافي، حيث كانت مهداً لممالك وحضارات قديمة تركت آثارها في جميع أرجاءها كدلالة على وجودها في وقتٍ مضى، كما تعد السعودية مركز التقاء تجاري إذ كانت معبراً لطرق التجارة بين قارات العالم، من خلال البحر الأحمر في الغرب والخليج العربي في الشرق، وتنقل السكان على ضفاف الخليج، وفي ترحال البادية الموسمي، وفي موسم أداء فريضة الحج، وبعد توحيد السعودية عام 1351 / 1932، تمازج هذا الموروث الثقافي الذي يتنوع بتعدد المناطق والبيئات وأنماط العيش المختلفة في السعودية.

## مصطلح التراث الثقافي
تعمل السعودية بما هو معمول به في المنظمات والمؤسسات العالمية لتعريف التراث وتصنيفه، ومن ذلك ما نصت عليه اتفاقية اليونسكو لحماية التراث العالمي الثقافي والطبيعي عام 1972، على اعتبار الآثار ومجمعات المباني والمواقع، سواءً كانت من عمل الإنسان أو من الأعمال المشتركة ما بين الطبيعة والإنسان، هي العناصر المكونة للتراث الثقافي العالمي. كما يُميز نظام الآثار والمتاحف والتراث العمراني الصادر بالمرسوم الملكي رقم م/ 3 عام 1436/ 2014، بين التراث العمراني والمواقع الأثرية؛ أما مصطلح التراث الثقافي غير المادي وفقاً لإطار اتفاقية اليونسكو عام 2003، لصون التراث الثقافي غير المادي فلم يكن شائعاً في السعودية، إذ كان يستخدم مصطلح التراث الشعبي، أو الموروث الشعبي حتى عام 1429/ 2008، حين صادقت السعودية على لائحة التراث غير المادي لدى اليونسكو، ومن هنا بدأ انتشار مصطلح التراث غير المادي. ويتضمن التراث الثقافي شقين هما: التراث الثقافي المادي ويشتمل على: الآثار، والتراث العمراني، والمواقع الأثرية، والتراث الثقافي غير المادي ويشمل: الأدب الشفهي والتعابير الشفهية، والفنون الأدائية، والممارسات الاجتماعية والاحتفالات، والحرف والصناعات التقليدية، والمعارف والممارسات المتعلقة بالطبيعة والكون.

## بداية الكتابة والتدوين عن التراث
شكّلت كتابات الرحالة والمستشرقين حول الجزيرة العربية أحد أهم أشكال التدوين المبكر للتراث الثقافي غير المادي للسعودية، يُضاف لها ما جمعته المراكز والجامعات والمتاحف من صور وأفلام وثائقية قديمة، ظهرت فيها صورة التراث الثقافي للسعودية بتنوعه. فقد زار العديد من الرحالة الأوروبيين الجزيرة العربية لاستكشاف وتدوين ثقافاتها وآثارها منذ القرن السابع عشر، وتواصل ذلك بشكل أكبر، فيما يتعلق بالآثار تحديداً، بالقرن التاسع عشر مع نشر تقارير حول آثار الجزيرة العربية بالتوازي مع نشوء علم الآثار في ذلك القرن. وتعد أبحاث أنطونان جوسين (Antonin Jaussen) ورفائيل سافيناك (Raphael Savignac) عن "الحِجر" وما حولها في الأعوام 1907-1914، مصادر غنية، عن تاريخ وكنوز تلك المناطق الأثرية التي نُشرت في باريس عام 1914.
أيضاً التوثيق للحرف والفنون مثل القط العسيري بتوثيق الباحث الاكاديمي الفرنسي تيري موجيه (Thierry Mauger)، في ثمانينيات القرن الماضي الذي كان أول من وثق القط العسيري ميدانياً في الثمانينيات بمنطقة عسير مؤلفاً 9 مراجع عن فنون عسير، ثلاثة منها عن القط العسيري وأحدها عن تزيّن الرجال بالورود، وتزيين الخيام والمرأة البدوية، وفي المقابل كانت هناك إسهامات لبعض الكتاب العرب في بدايات الدولة السعودية وإن كانت محدودة وقد لا يكون لها صلة مباشرة بالآثار والتراث، ومنهم إبراهيم رفعت باشا ومحمد لبيب البتنوني والأمير شكيب أرسلان وغيرهم، وقد اقتصرت كتابات السعوديين من الرواد في التراث الثقافي غير المادي على مجال الشعر والحكايات وما يتصل بها من التاريخ الشفوي، مثل ما كتبه عبد الله بن خميس وعاتق بن غيث البلادي في الأدب الشعبي، وعبد الكريم الجهيمان ومحمد بن ناصر العبودي اللذان كتبا عن الأساطير والأمثال الشعبية، ومحمد سعيد كمال الذي ألّف في الفنون والألعاب الشعبية، وكتب كل من طارق عبد الحكيم وهند باغفار عن الفلكلورات والغناء الشعبي، وغيرهم الكثير.
كما اهتم بعض الأفراد وبمجهوداتهم الخاصة بجمع نماذج من الحلي والأثاث والأسلحة وأدوات الزراعة والطبخ وإعداد القهوة وخيام البادية وغيرها وعرضها في متاحف خاصة، وألَّف بعضهم كتباً ومعاجم ومقالات تعريفية تتحدث عن هذه الأدوات المختلفة، وفي مجال التراث المادي كانت إسهامات عدد من الرحالة والمؤرخين السعوديين الذين عايشوا حركة تأسيس الدولة السعودية الحديثة. ومن أبرز هؤلاء الشيخ محمد بن عبد الله بن بليهد، وعبد القدوس الأنصاري، وحمد الجاسر، وعبد الله بن خميس، ومحمد بن أحمد العقيلي، وعاتق بن غيث البلادي، ومحمد بن ناصر العبودي، وسعد بن جنيدل.

## أبرز روافد التراث
يُعد المهرجان الوطني للتراث والثقافة (الجنادرية) الحاضن الأبرز لرعاية التراث بشقيه المادي وغير المادي منذ إطلاق نسخته الأولى عام 1405/ 1985، يتبعهُ في ذلك سوق عكاظ أحد أشهر أسواق العرب القديمة، بالإضافة إلى تطوير سباق الهجن السنوي، ليشكل ذلك النواة الأولى للمهرجان الثقافي والتراثي الأكبر في السعودية. بالإضافة إلى دور المؤسسات الإعلامية كالإذاعة والتلفزيون والصحف في إبراز الموروث الشفهي من أشعار نبطية وأمثال وحكايات شعبية وفنون موسيقية.

## الحرف والصناعات التقليدية
اعتنى مهرجان الجنادريّة منذ انطلاقه بالحرف اليدوية، إلى جانب المهرجانات التراثيّة المتعدّدة في مناطق السعودية، ثم في عام 1427/ 2006، دشّنت وزارة السياحة (الهيئة العليا للسياحة سابقاً)، المؤتمر الدولي الأول للسياحة والحرف اليدويّة في مركز الملك عبد العزيز التاريخي، لنقل الفنون الحرفيّة من هامش المهرجانات الموسميّة إلى الساحة الفنية السعودية، كما تأسس البرنامج الوطني لتنمية الحرف والصناعات اليدويّة "بارع" عام 1433 /2012، ليتولى رعاية وتأهيل الحرفيين السعوديّين والحرفيّات السعوديّات مهنيّاً.
تأسس مركز دائم للتدريب على الحرف اليدويّة والاستثمار فيها بالبيوت الطينية بمركز الملك عبد العزيز التاريخي في الرياض. ثم أسهم مركز تنمية الموارد البشريّة السياحيّة "تكامل" في الهيئة العامة للسياحة والآثار بتدريب 3099 حرفياً وحرفية من خلال 188 برنامجاً تدريبياً على مستوى مناطق السعودية من عام 1427 /2007، وحتى عام 1432/ 2011، ولاحقاً تأسست مراكز التدريب الحرفية "مراكز الإبداع الحرفية" للعناية بالتراث الحضاري في جميع مناطق السعودية، إضافة إلى تطوير 420 حرفي متخصص لأشهر حِرف في 6 مناطق بالسعودية، برز منها تطوير 146 حرفية وحرفي إلى مستويات عالمية، كما وصل إنتاج 8000 منتج حرفي.

## بداية البعثات والتنقيب
بدأ الاهتمام الرسمي بالآثار منذ أواسط القرن العشرين، حيث تعاونت السعودية مع معاهد وجامعات من بلجيكا وكندا وبريطانيا للكشف عن الكثير من المواقع الأثرية فيها، كما قامت هيئات حكومية أخرى ليست ذات علاقة بالآثار مثل شركة أرامكو بدور كبير آنذاك في هذا المجال؛ وكان عدد من علماء الآثار والمهتمين بها يُضمّون إلى بعثات المسح الجيولوجي التي كانت تنظمها شركة أرامكو للقيام بأعمال البحث والتنقيب عن البترول. ومن خلال هذه البعثات والدراسات الميدانية، حقق هؤلاء قدراً هائلاً من الاكتشافات في أواسط القرن الماضي، وكانت أول بعثة أثرية رسمية في السعودية هي البعثة البلجيكية التي قام بها كل من جاك ريكمانز (Jack Ryckmans)، وفيليب ليبنز (Phillipe Lippens) بمشاركة الإنجليزي جون فيلبي (John Philby) المعروف بعبد الله فيلبي. وتركزت أعمال هذه البعثة في الكشف عن عدد من المواقع الأثرية في جنوب غرب السعودية خلال العامين 1951-1952، كما أنها تمكنت من تسجيل وتصوير مجموعة كبيرة من الرسوم الصخرية والنقوش.
مع حلول السبعينيات من القرن العشرين تولت السعودية الاهتمام الكامل بهذا القطاع من دون الاستغناء عن التعاون مع الجهات الأكاديمية والعلمية في الخارج، حيث يمكن تأريخ البداية الفعلية للدراسات الأثرية مع تأسيس المجلس الأعلى للآثار وصدور نظام الآثار عام 1392 /1972. بدأت أعمال المسح الأثري الشامل في السعودية عام 1395/ 1975، مع بدايات خطط التنمية الخمسية. وكان للدكتور عبد الرحمن الطيب الأنصاري الذي أنشأ جمعية التاريخ والآثار في قسم التاريخ في كلية الآداب بجامعة الملك سعود عام 1967، دور كبير في عمليات حفرية أثرية عديدة كقرية الفاو والربذة، ثم موقعي الخريبة والمابيات ومسح حرة عويرض وغيرها.
ثم في عام 1964، أُنشئت إدارة الآثار والمتاحف تنفيذاً لقرار مجلس الوزراء القاضي بإنشاء إدارة تهتم بالآثار في السعودية، ترتبط مباشرة بوزارة المعارف (وزارة التعليم حالياً) وبعدها أُصدر نظام الآثار والمتاحف والتراث العمراني عام 2014.
لاحقاً في عام 2011، بدأت حملة استعادة الآثار بالتزامن مع معرض الآثار الوطنيّة المستعادة ضمن فعاليّات مهرجان الجنادريّة في ذلك العام، ليفتتح بالعام الذي يليه المعرض الأوّل للآثار المستعادة والذي عُرضت فيه أكثر من 14 ألف قطعة أثريّة مستعادة.

## العناية بمواقع التراث وتسجيلها في اليونسكو
خُصصت بعض الجهات الحكومية في السعودية لتطوير محافظات تحظى بمواقع أثرية أو تراثية ذات أهمية عالية، منها الهيئة الملكية لمحافظة العُلا التي تأسست عام 2017، وتضم موقع الحِجر "مدائن صالح" وهو أول موقع سعودي يُسجل في قائمة التراث العالمي لليونسكو عام 2008، وقد كان هذا الاستحقاق لما تحتويه من مدافن أثرية، وفنون صخرية، وكتابات قديمة تعود إلى الحضارات الآرامية واللحيانية والثمودية والمعينية، والإغريقية، والنبطية، واللاتينية. كما تشتهر العُلا بمواقع تاريخية أُخرى أبرزها موقع دادان "الخريبة" وجبل عكمة وموقع المابيات "قُرح" والبلدة القديمة، بالإضافة إلى العديد من الجبال والتكوينات الصخرية، كجبل الفيل وجبال الرقاصات ومنطقة شرعان ومحطات سكة الحديد.
كما عملت الهيئة الملكية لمدينة الرياض على تطوير منطقة الدرعية التاريخية منذ عام 1998، والتي تكمن أهميتها في أنها كانت عاصمة الدولة السعودية الأولى والثانية قبل أن تنتقل العاصمة إلى الرياض، وكان من نتائج هذه العناية إعادة تأهيل حي البجيري وتسجيل حي الطريف بالدرعية الشهير بأبنيته ومعالمه التاريخية والقصور والمباني الإدارية في عهد الدولة السعودية الأولى ضمن قائمة اليونسكو لعام 2010. كما أشرفت الهيئة الملكية على تطوير منطقة قصر الحكم وقصر المصمك بالرياض وإعادة إحيائها وتأهيلها.
عُمل على تأهيل المواقع الأثرية والثقافية في السعودية لتسجيلها ضمن قائمة التراث العالمي في اليونسكو، وقد بلغ عدد المواقع المسجلة نهاية عام 2019، 5 مواقع، بالإضافة إلى هذه عام 2015، سجلت الهيئة العامة للسياحة والتراث الوطني (وزارة السياحة حالياً) 10 مواقع أثرية إضافية ضمن قائمة اليونسكو، كما تعمل تهيئة المواقع التالية وفق معايير القائمة: درب زبيدة، وسكة الحديد، وطريق الحج الشامي، وطريق الحج المصري، وقرية رجال ألمع، وقرية ذي عين، وقرية الفاو، وبئر حمى، وحي الدرع بدومة الجندل.

## توثيق التراث
عملت الهيئة العامة للسياحة والتراث الوطني (وزارة السياحة حالياً) على توثيق عناصر التراث غير المادي لدى اليونسكو، ثم أصدرت الهيئة العامة للثقافة (قبل تأسيس وزارة الثقافة) عام 2018، دليل جمع التراث الثقافي غير المادي في السعودية، الذي قامت بتنفيذه الجمعية السعودية للمحافظة على التراث من خلال لجنة مختصة لأكاديميين ومختصين وخبراء معتمدين لدى منظمة اليونسكو. كما عمل مركز التراث العمراني على إنجاز مشروع وطني يُعنى بسجل التراث الوطني من خلال نظام تقني متطور لتسجيل وتوثيق وتحليل وحماية ومتابعة وإدارة مواقع التراث العمراني، وتصنيف مواقع التراث العمراني بحسب مستوى المعلومات أو المواصفات الفنية.